# Saccharomyces
Saccharomyces là một chi nấm men được sử dụng rộng rãi trong ngành thực phẩm như làm bánh mì, sản xuất cồn. Saccharomyces có nghĩa là nấm đường và là loại vi sinh vật duy nhất được sản xuất với quy mô rất lớn trên thế giới. Nguyên liệu chính dùng để sản xuất men là mật rỉ, ngoài ra một số hóa chất khác sẽ được cung cấp trong quá trình nuôi cấy men để bổ sung các chất dinh dưỡng mà mật rỉ không đủ. Quá trình nuôi dưỡng men Saccharomyces là quá trình hiếu khí vì vậy người ta phải thổi vào bồn lên men một lượng khí rất lớn.
Trong quá trình nuôi cấy nấm men người ta phải kiểm soát lượng mật rỉ nạp vào bồn lên men theo lượng cồn có trong môi trường lên men. Nếu lượng mật nạp vào nhiều quá nấm men sẽ không sinh sản mà sẽ thực hiện quá trình lên men tạo ra cồn khiến nồng độ cồn tăng cao và năng suất men sẽ giảm, nhưng nếu lượng mật nạp vào quá ít nấm men sẽ thiếu chất dinh dưỡng cho sinh trưởng.
Chất lượng của nấm men phụ thuộc vào công dụng của nó. Nếu sản xuất men bánh mì thì năng lực sinh khí trong bột (hoạt tính) là thông số cần kiểm soát, nếu nấm men dùng cho công nghiệp cồn thì khả năng sản xuất cồn, khả năng chịu nồng độ cồn cao là quan trọng.
Hiên nay nhờ vào tiến bộ của công nghệ gen nên người ta có thể tạo ra các chủng nấm men phù hợp với các công dụng của nó và cho năng suất cao (dựa trên 1 kg nguyên liệu chính). Tuy nhiên công nghệ kiểm soát quá trình lên men vẫn đóng vai trò quan trọng để sản xuất các mẻ men chất lượng và sản lượng cao
Quy trình sản xuất nấm men có thể tóm tắt như sau:
Nuôi cấy trong phòng thí nghiệm --> Nuôi cấy men giống trong nhà máy --> Ly tâm men giống --> Nuôi cấy men thương mại --> Ly tâm men thương mại --> Lọc men --> Đóng gói sản phẩm men tươi hoặc sấy khô để có sản phẩm men khô.
Sản phẩm men tươi có thời hạn sử dụng ngắn chỉ vài tuần và phải trữ lạnh, sản phẩm men khô có thời hạn sử dụng dài hơn, thường trên 1 năm nếu được hút chân không và được trữ trong điều kiện thường.
Quá trình sản xuất men sẽ tiêu tốn rất nhiều nước và thải ra môi trường một lượng lớn nước thải với hàm lượng COD và BOD cao đòi hỏi các nhà máy phải trang bị một hệ thống xử lý nước thải.

## Phân loại men
1. Men lạt: Men dùng cho sản xuất bánh mỳ lạt (Hàm lượng đường thấp). Những chủng men này chỉ sống và phát triển tốt trong môi trường có nồng độ đường thấp (nhỏ hơn 20%)
2. Men ngọt: Men dùng cho sản xuất bánh mỳ ngọt (Hàm lượng đường cao). Những chủng men này chỉ sống và phát triển tốt trong môi trường có nồng độ đường cao (cao hơn 20%)

## Hình ảnh

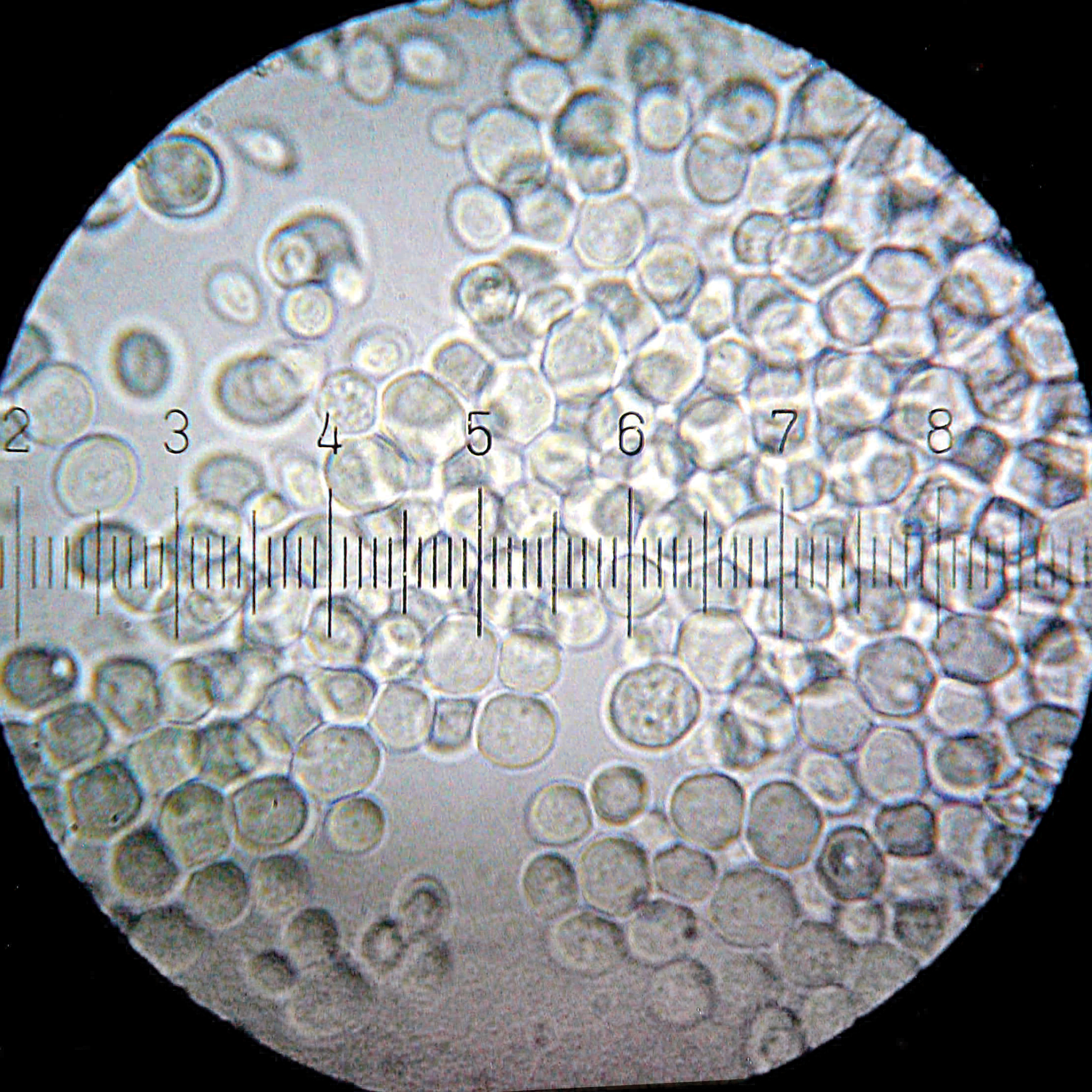